# Tasiocera occidentalis
Tasiocera occidentalis är en tvåvingeart som beskrevs av Alexander 1928. Tasiocera occidentalis ingår i släktet Tasiocera och familjen småharkrankar. Inga underarter finns listade i Catalogue of Life.